# Georgische Eishockeyliga
Die Georgische Eishockeyliga ist die höchste Eishockeyliga in Georgien, die bisher zehnmal ausgetragen wurde. Rekordmeister ist Bakurianis Mimino mit fünf Titeln.

## Modus
In der Hauptrunde absolviert jede der vier Mannschaften insgesamt 18 Spiele. Der Erstplatzierte der Hauptrunde wird Meister. Für einen Sieg nach regulärer Spielzeit erhält jede Mannschaft drei Punkte, bei einem Sieg nach Overtime gibt es zwei Punkte, bei einer Niederlage nach Overtime einen Punkt und bei einer Niederlage nach regulärer Spielzeit null Punkte.

## Teilnehmer
Seit Gründung der Liga nehmen mit Ruchi Mglebi (Grey Wolves Tbilissi), Qinulis Raindebi (Ice Knights Tbilissi), Bakurianis Mimino (Mimino Baku) und Zezchlowani Dschwarosnebi (Fiery Crusades Tbilissi) stets die vier selben Mannschaften teil. Lediglich Zezchlowani Dschwarosnebi konnte noch nie die Liga gewinnen.

## Saison 2007/08
| Pl. | Klub                                                | Sp | S | OTS | OTN | N | Tore  | Punkte |
| --- | --------------------------------------------------- | -- | - | --- | --- | - | ----- | ------ |
| 1.  | Ruchi Mglebi (Grey Wolves Tbilissi)                 | 6  | 5 | 0   | 1   | 0 | 33:20 | 16     |
| 2.  | Qinulis Raindebi (Ice Knights Tbilissi)             | 6  | 3 | 1   | 0   | 2 | 29:18 | 11     |
| 3.  | Bakurianis Mimino (Mimino Baku)                     | 6  | 2 | 0   | 0   | 4 | 14:19 | 6      |
| 4.  | Zezchlowani Dschwarosnebi (Fiery Crusades Tbilissi) | 6  | 1 | 0   | 0   | 5 | 10:29 | 3      |

## Saison 2011/12
| Pl. | Klub                      | Sp | S  | OTS | OTN | N  | Tore  | Punkte |
| --- | ------------------------- | -- | -- | --- | --- | -- | ----- | ------ |
| 1.  | Qinulis Raindebi          | 18 | 13 | 0   | 0   | 5  | 54:38 | 39     |
| 2.  | Zezchlowani Dschwarosnebi | 18 | 8  | 2   | 0   | 8  | 52:44 | 28     |
| 3.  | Ruchi Mglebi              | 18 | 7  | 0   | 1   | 10 | 47:55 | 22     |
| 4.  | Bakurianis Mimino         | 18 | 6  | 0   | 1   | 11 | 45:61 | 19     |

## Saison 2012/13
| Pl. | Klub                      | Sp | S  | OTS | OTN | N  | Tore  | Punkte |
| --- | ------------------------- | -- | -- | --- | --- | -- | ----- | ------ |
| 1.  | Qinulis Raindebi          | 18 | 11 | 1   | 0   | 6  | 48:38 | 35     |
| 2.  | Bakurianis Mimino         | 18 | 10 | 0   | 0   | 8  | 72:50 | 30     |
| 3.  | Ruchi Mglebi              | 18 | 9  | 1   | 1   | 7  | 49:55 | 30     |
| 4.  | Zezchlowani Dschwarosnebi | 18 | 4  | 0   | 1   | 13 | 31:57 | 13     |

## Saison 2013/14
| Pl. | Klub                      | Sp | S | OTS | OTN | N | Tore  | Punkte |
| --- | ------------------------- | -- | - | --- | --- | - | ----- | ------ |
| 1.  | Ruchi Mglebi              | 18 | 9 | 1   | 1   | 7 | 50:51 | 30     |
| 2.  | Zezchlowani Dschwarosnebi | 18 | 7 | 2   | 2   | 7 | 51:50 | 27     |
| 3.  | Bakurianis Mimino         | 18 | 7 | 1   | 3   | 7 | 50:47 | 26     |
| 4.  | Qinulis Raindebi          | 18 | 7 | 2   | 0   | 9 | 38:41 | 25     |

## Saison 2015/16
| Pl. | Klub                      | Sp | S | OTS | OTN | N | Tore  | Punkte |
| --- | ------------------------- | -- | - | --- | --- | - | ----- | ------ |
| 1.  | Bakurianis Mimino         | 10 | 9 | 1   | 0   | 0 | 60:19 | 29     |
| 2.  | Qinulis Raindebi          | 10 | 4 | 1   | 2   | 3 | 33:37 | 16     |
| 3.  | Ruchi Mglebi              | 10 | 3 | 0   | 0   | 7 | 18:34 | 9      |
| 4.  | Zezchlowani Dschwarosnebi | 10 |   |     | 1   | 7 | 18:39 | 6      |

## Saison 2016/17
| Pl. | Klub                      | Sp | S  | OTS | OTN | N     | Tore  | Punkte |
| --- | ------------------------- | -- | -- | --- | --- | ----- | ----- | ------ |
| 1.  | Ruchi Mglebi              | 18 | 11 | 1   | 1   | 5     | 57:53 | 36     |
| 2.  | Bakurianis Mimino         | 18 | 12 | 0   | 0   | 6     | 71:46 | 36     |
| 3.  | Qinulis Raindebi          | 8  | 1  | 0   | 9   | 41:42 | 26    |        |
| 4.  | Zezchlowani Dschwarosnebi | 18 | 3  | 0   | 1   | 14    | 29:57 | 10     |

## Saison 2017/18
| Pl. | Klub                      | Sp | S  | OTS | OTN | N  | Tore  | Punkte |
| --- | ------------------------- | -- | -- | --- | --- | -- | ----- | ------ |
| 1.  | Bakurianis Mimino         | 18 | 17 | 0   | 0   | 1  | 80:29 | 51     |
| 2.  | Ruchi Mglebi              | 18 | 10 | 1   | 1   | 6  | 64:53 | 33     |
| 3.  | Qinulis Raindebi          | 18 | 5  | 0   | 1   | 12 | 47:73 | 16     |
| 4.  | Zezchlowani Dschwarosnebi | 18 | 2  | 1   | 0   | 15 | 33:69 | 8      |

## Saison 2018/19
| Pl. | Klub                      | Sp | S  | OTS | OTN | N  | Tore  | Punkte |
| --- | ------------------------- | -- | -- | --- | --- | -- | ----- | ------ |
| 1.  | Bakurianis Mimino         | 18 | 17 | 0   | 0   | 1  | 85:29 | 51     |
| 2.  | Ruchi Mglebi              | 18 | 12 | 1   | 0   | 5  | 63:39 | 38     |
| 3.  | Zezchlowani Dschwarosnebi | 18 | 3  | 0   | 1   | 14 | 40:70 | 10     |
| 4.  | Qinulis Raindebi          | 18 | 3  | 0   | 0   | 15 | 25:75 | 9      |

## Saison 2022/23
| Pl. | Klub                      | Sp | S  | N  | Tore  | Punkte |
| --- | ------------------------- | -- | -- | -- | ----- | ------ |
| 1.  | Bakurianis Mimino         | 18 | 14 | 4  | 49:19 | 42     |
| 2.  | Zezchlowani Dschwarosnebi | 18 | 13 | 5  | 37:25 | 39     |
| 3.  | Ruchi Mglebi              | 18 | 5  | 13 | 23:42 | 15     |
| 4.  | Qinulis Raindebi          | 18 | 4  | 14 | 30:53 | 12     |

## Saison 2023/24
| Pl. | Klub                      | Sp | S  | N  | Tore  | Punkte |
| --- | ------------------------- | -- | -- | -- | ----- | ------ |
| 1.  | Bakurianis Mimino         | 18 | 12 | 6  | 43:26 | 36     |
| 2.  | Qinulis Raindebi          | 18 | 11 | 7  | 41:37 | 33     |
| 3.  | Zezchlowani Dschwarosnebi | 18 | 7  | 11 | 22:34 | 21     |
| 4.  | Ruchi Mglebi              | 18 | 6  | 12 | 33:42 | 18     |

## Rangliste der Meister
| Klub                                    | Titel | Jahre                        |
| --------------------------------------- | ----- | ---------------------------- |
| Bakurianis Mimino (Mimino Baku)         | 5     | 2016, 2018, 2019, 2023, 2024 |
| Ruchi Mglebi (Grey Wolves Tbilissi)     | 3     | 2008, 2014, 2017             |
| Qinulis Raindebi (Ice Knights Tbilissi) | 2     | 2012, 2013                   |